# Hofbieber
Hofbieber est une municipalité allemande située dans le land de la Hesse et l'arrondissement de Fulda.
Sur le territoire communal se trouve le château Bieberstein, perché sur une colline.

## Personnalités liées à la ville
- Reinhard Goering (1887-1936), écrivain né au château Bieberstein.
- Hermann Lietz y a fondé l’École de plein air de Langenbieber en 1906